# Quinto Marcio Barea Sura
Quinto Marcio Barea Sura (en latín: Quintus Marcius Barea Sura) fue un senador romano del siglo I.

## Biografía
Sura era miembro de la gens Marcia e hijo de Quinto Marcio Barea Sorano, cónsul sufecto en el año 34  Su hermano, con el mismo nombre de su padre era Quinto Marcio Barea Sorano, más conocido como Barea Sorano, cónsul sufecto en el año 52.
Se casó con Antonia Furnila, con quien tuvo al menos dos hijas: Marcia Furnila, la segunda y última esposa del emperador Tito, y otra Marcia, que se casó con el senador Marco Ulpio Trajano, con quien tuvo al futuro emperador Trajano.